# The Pearlfishers
The Pearlfishers ist eine schottische Popband aus Glasgow, die von dem Sänger und Songwriter David Scott (* 1964) geleitet wird.

## Allgemeines
Die Band existiert seit 1989, David Scott ist seit 1984 professioneller Musiker.
Die Band wurde 2007 vom Kritiker Michael Edwards als „eines von Schottlands bestgehüteten musikalischen Geheimnissen“ beschrieben. Mitwirkende der Band sind Schlagzeuger Jim Gash, Bassist Dee Bahl und Duglas T. Stewart. Vorgängerband waren die BMX Bandits. 
Das 2007er Album Up With the Larks wurde vom Sunday Mail-Musikkritiker Billy Sloan zu einem der Top-Alben des Jahres 2007 gekürt. Ihre 2014 Veröffentlichung Open Up Your Colouring Book wurde mit der Musik von Paul Simon und den Beach Boys verglichen.

## Diskografie
- Sacred, EP (My Dark Star, 1991)
- Hurt, EP (My Dark Star, 1991)
- Woodenwire, EP (My Dark Star, 1991)
- Saint Francis Songs, EP (Iona Gold, 1993)
- Za Za's Garden (Iona Gold, 1993)
- Living in a Foreign Country, EP (Iona Gold, 1994)
- The Strange Underworld of the Tall Poppies (Marina, 1997)
- Even on a Sunday Afternoon, EP (Marina, 1997)
- Banana Sandwich, EP (Marina, 1998)
- The Young Picnickers (Marina, 1999)
- Across The Milky Way (Marina, 2001)
- Sky Meadows (Marina, 2003)
- A Sunflower at Christmas, EP (Marina, 2004)
- Up With The Larks (Marina, 2007)
- The Umbrellas of Shibuya, 7" vinyl single (Marina, 2007)
- Open Up Your Colouring Book (Marina, 2014)
- Love And Other Hopeless Things (Marina, 2019)
- Making Tapes For Girls (Marina, 2024)